# Papier peint
Cet article concerne le matériau de décoration, pour l’utilisation du terme en informatique voir fond d'écran.

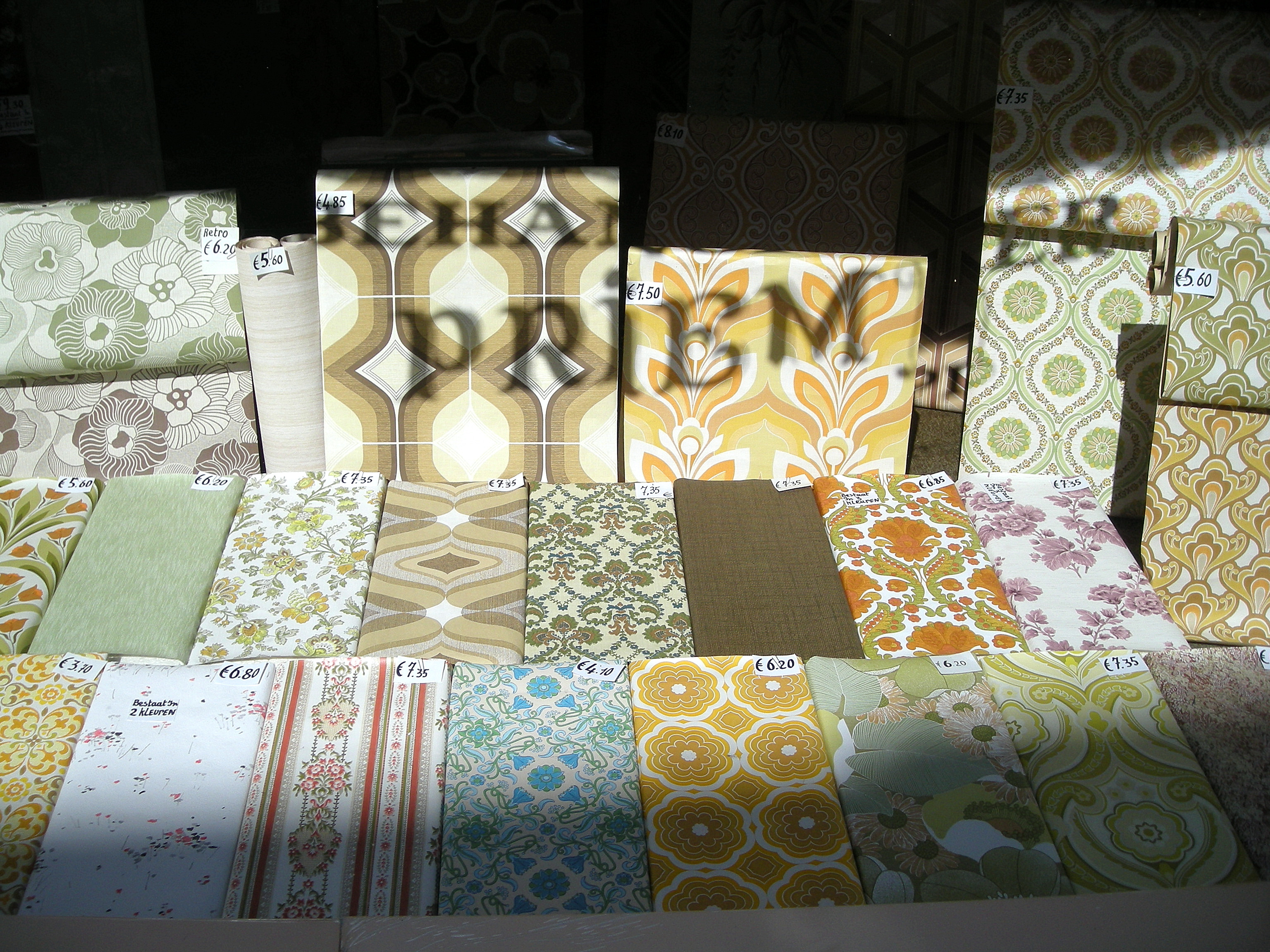
Vitrine d'un commerce présentant des échantillons de papier peint des années 1960-1970 (Priem à Gand, Belgique).

Le papier peint (papier mural ou, comme au Québec, tapisserie) est un revêtement mural servant généralement à décorer une pièce d'habitation. Le matériau n'est pas seulement le papier, il en existe en matières synthétiques.
Si le « papier peint » est utilisé pour tapisser, il se distingue de la tapisserie qui est exclusivement un panneau d'étoffe dont le motif est obtenu par le tissage que l'on pose le long des murs ou cloisons.
- Le « lé » est la bande de papier peint posée verticalement sur un mur ou une cloison. Il correspond à une section de rouleau coupé mais surtout à sa largeur, en général standard. Les lés à motifs ont la possibilité de se raccorder entre eux de façon à donner l'illusion d'un ensemble uni.
- La « bordure » ou « frise » est la fine bande de papier peint, généralement conçue pour être posée horizontalement sur un mur ou une cloison, soit au niveau du sol, soit du plafond.

On peut poser du papier peint soi-même ou le faire faire par des professionnels.

## Histoire

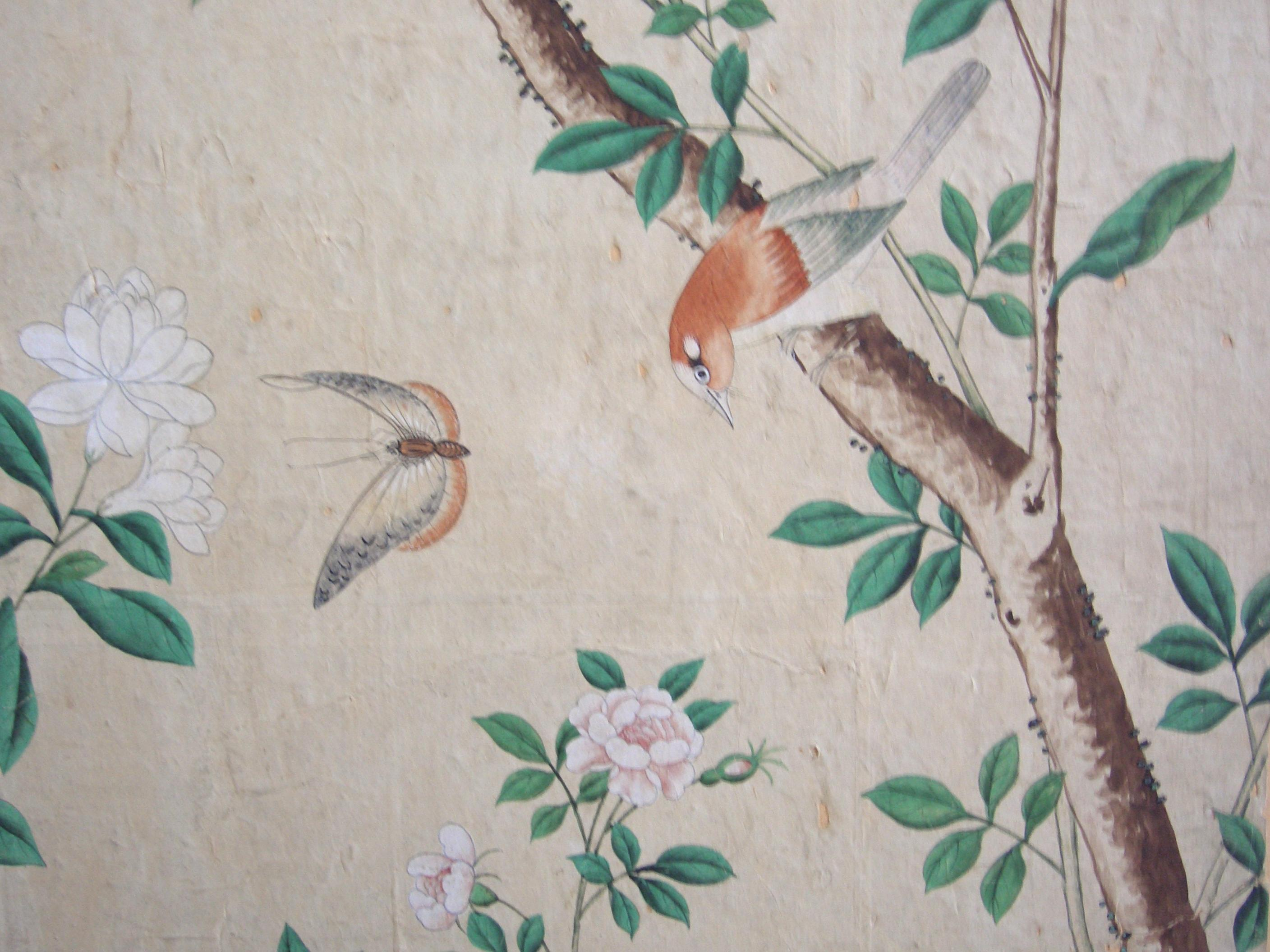
Papier peint chinois exécuté au pinceau, vers 1780, et destiné au marché européen (musée du papier peint de Cassel).

### Origines d'une locution
En français, l'une des premières occurrences apparaît au pluriel, « papiers peints », dans un édit royal du 10 novembre 1581 et est liée à la corporation des dominotiers.

### Origine en Chine

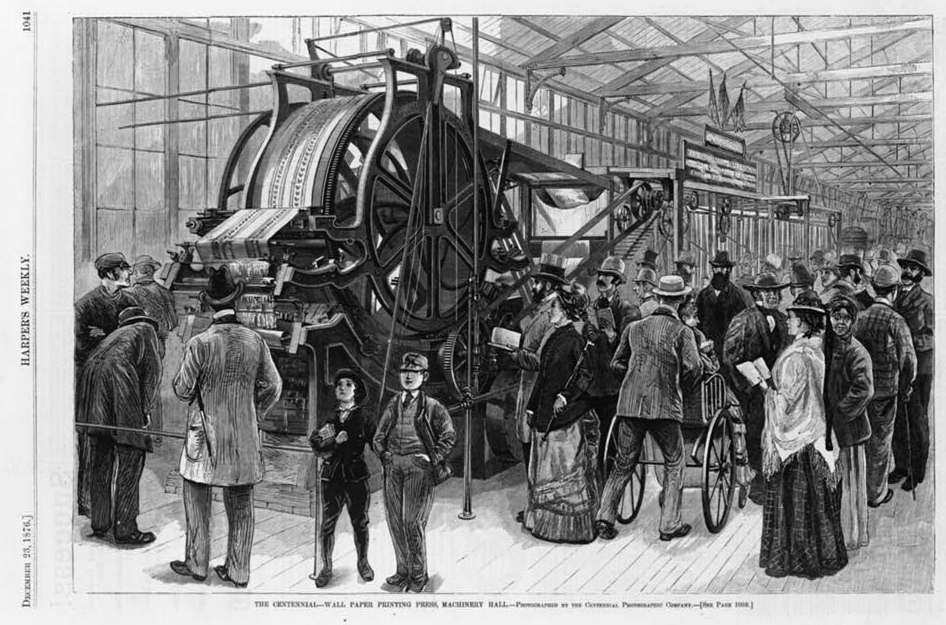
Impression mécanique traditionnelle du papier peint (Harper's Weekly, 1876).

Le papier peint a vraisemblablement été inventé en Chine, où il était littéralement confectionné par des dessinateurs qui, à l'aide de pinceaux, illustraient de grandes surfaces en papier, selon différents motifs. Dès le moyen-âge on tapissait les murs des riches demeures européennes, par exemple à Venise, de cuir de Cordoue, une tradition qui remontait à l'Antiquité et qui fut transmise par la civilisation maure. Du fait de sa fragilité, il n'existe que peu de trace des premiers papiers peints.
On remarque qu'en 1514, en France, on évoquait déjà du « papier imprimé de figures coloriées » : elles étaient l'œuvre de dominotiers réunis en une corporation, les « maîtres dominotiers, tailleurs et imprimeurs d'histoires et de figures » qui empruntaient à la xylographie et à la presse l'art de fabriquer des rectangles de papier, les « dominos », couverts de motifs. On sait que l'idée d'en recouvrir les murs n'est apparue que bien après, au XVIIIe siècle, sans doute parce que la mode était à tout ce qui venait d'Orient, mais que longtemps les intérieurs cossus préférèrent le tissu, plus noble, au papier. C'est à cette époque que les manufactures européennes se sont mises à produire du papier peint en mettant au point différentes techniques d'impression. De nouveaux types de motifs sont apparus, s'inspirant de ceux en usage dans le domaine du textile, de la marqueterie, et de l'aquarelle paysagère.
L'Angleterre et la France sont leaders dans la fabrication de papiers peints européens.

### En Angleterre
L’un des premiers échantillons de papier peint connus se trouve un sur un mur en Angleterre, imprimé au verso d'une proclamation de Londres de 1509. Le papier peint devient très populaire en Angleterre après l'excommunication de Henri VIII de l'Église catholique : les aristocrates anglais ont toujours importé des tapisseries de Flandre et d'Arras, mais la scission d'Henri VIII d'avec l’Église catholique entraîne une chute des échanges avec l'Europe. Sans aucun fabricant de tapisserie en Angleterre, la noblesse et l'aristocratie anglaise se tournent vers le papier peint.
Pendant le protectorat d'Oliver Cromwell, la fabrication du papier peint, considéré comme un objet frivole par le gouvernement puritain, cesse. Après la restauration de Charles II, les Anglais fortunés recommencent à réclamer du papier peint — le régime de Cromwell a imposé un mode de vie rigide et austère ; après sa mort, des gens riches commencent à acheter les articles domestiques confortables qui avaient été bannis sous le gouvernement puritain.
En 1712, sous le règne de la reine Anne, est introduite une taxe sur les papiers peints, qui ne sera abolie qu'en 1836. Au milieu du XVIIIe siècle, la Grande-Bretagne est le premier fabricant de papier peint en Europe, exportant de grandes quantités vers l'Europe, en plus de son propre marché orienté vers la classe moyenne. En 1748, l'ambassadeur britannique à Paris décore son salon d'un papier peint bleu floqué, qui devient alors très à la mode. Cependant, ce commerce est sérieusement perturbé en 1755 par la guerre de Sept Ans et plus tard par les guerres napoléoniennes, et par un lourd tribut de droit à l'importation en France.

### En France

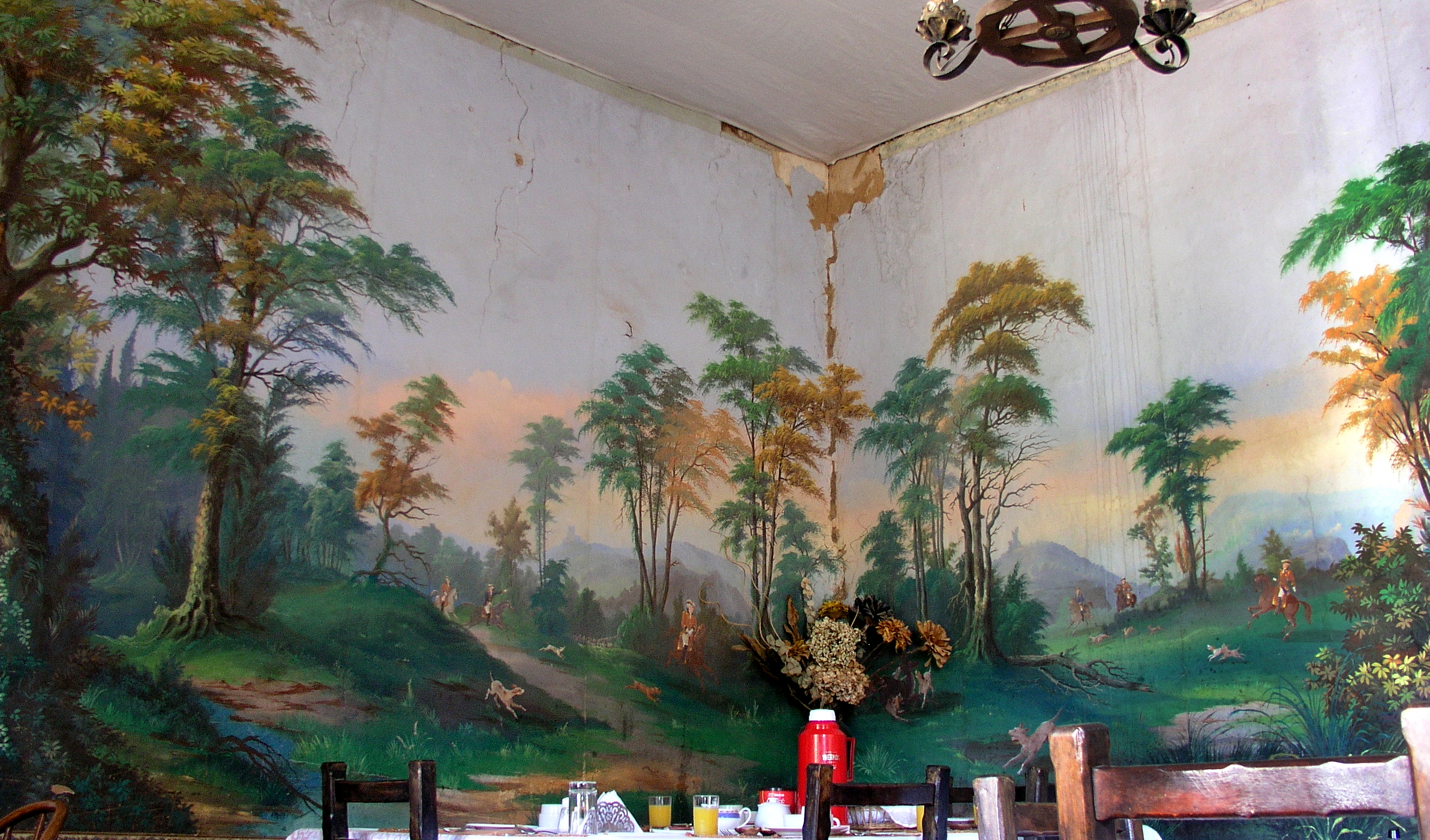
Papier peint ancien, originaire de France, décorant les murs de l'Hacienda Santa Maria à Tarma, Junin, Pérou.

Au milieu du XVIIIe siècle, en pleine époque des Lumières, le papier peint voit son destin lié à celui de l’imprimerie. Jean-Michel Papillon décrit ce processus dans une ébauche d'article qui avait été prévu pour l'Encyclopédie (mais qui ne fut pas retenu).
Le mouvement est complexe : on a d'abord, dès le XVIe siècle, du papier peint à la main fabriqué en Chine, à faible coût donc, et importé par les compagnies marchandes, ce qui le rend très cher. Les lés font 1,2 m de longueur.
La Grande-Bretagne domine ce marché, au point que la Couronne britannique en taxe l'importation en 1712. Pour répondre à la demande, l'industrialisation du papier peint va se mettre en place en Europe, d'abord en Angleterre puis en France.
L'un des premiers fut Jean-Baptiste Réveillon, qui au départ, vers 1753, importait du papier de Londres. Il sera le premier grand maître du papier peint en France, et lui donnera toutes ses lettres de noblesse. Jean-Baptiste Réveillon embaucha des designers travaillant dans la soie et la tapisserie pour produire certains des papiers peints les plus subtils et les plus luxueux jamais réalisés. Son papier peint bleu ciel à fleurs de lys fut utilisé en 1783 sur les premiers ballons des frères Montgolfier.
On dénombre rien qu’à Paris une quarantaine de fabriques en 1790. La France est alors le lieu de rayonnement du papier peint de qualité. Ses motifs puisent dans l'art du paysage à la française, dans le rococo puis le baroque et enfin le néo-classicisme : ils suivent la mode. Se développent aussi de remarquables représentations de paysages exotiques conçues en panorama.
En 1797, le peintre Joseph Dufour, issu de la fabrique de Jean-Antoine Ferrouillat, associé à son frère Pierre, ouvre à Mâcon la Manufacture de papiers peints et tissus Joseph Dufour & Cie, qui produit par la technique d'impression à la planche Les Sauvages de la mer du Pacifique (1804), un papier peint panoramique composé de vingt lés de 54 cm de largeur chacun, à partir d'un motif général dessiné par le peintre Jean-Gabriel Charvet illustrant les voyages du capitaine Cook. Les frères Dufour s'installent dans le faubourg Saint-Antoine, quartier parisien qui devient le pôle du mobilier et de la décoration artisanale.

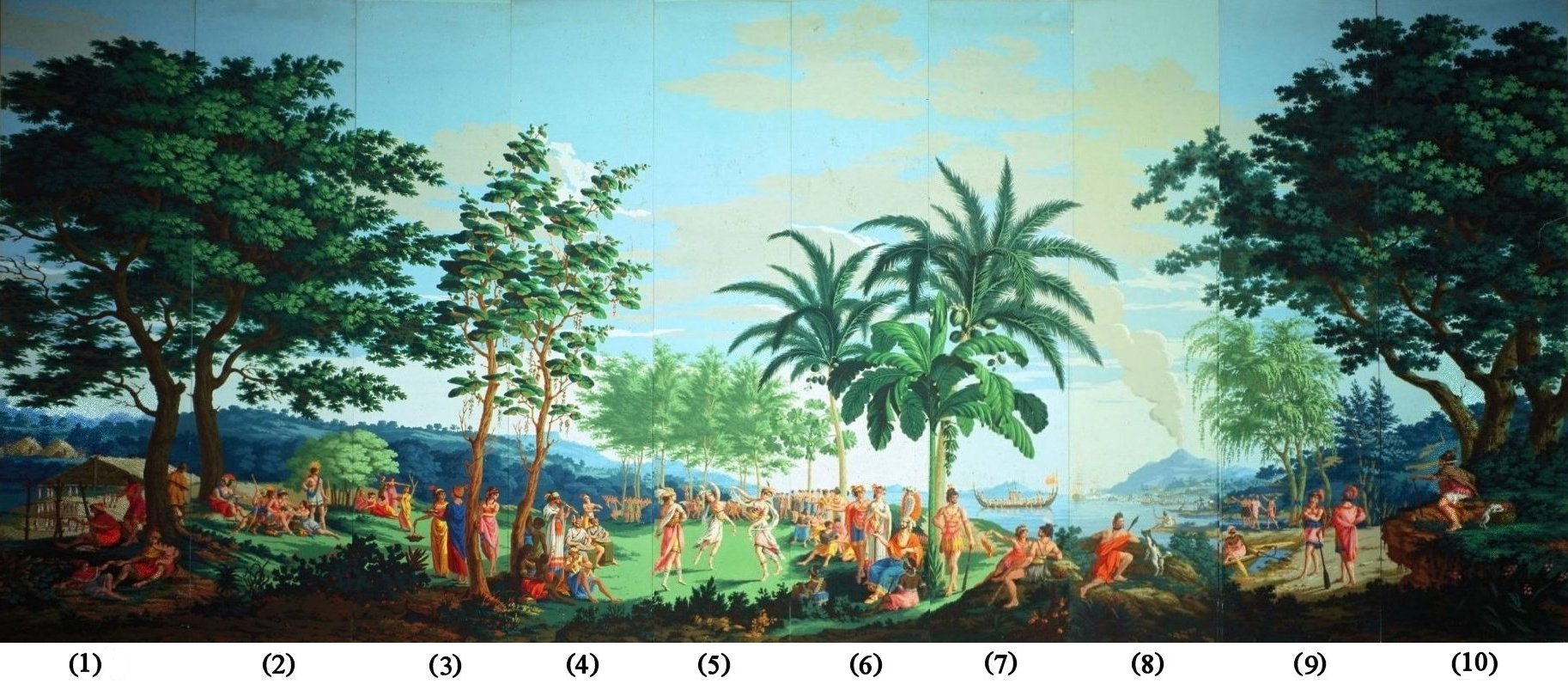
Lés ici numérotés formant Les Sauvages de la mer du Pacifique par Jean-Gabriel Charvet et manufacturé par Joseph Dufour et Cie.

À côté de Joseph Dufour et Cie (1797-1830), d'autres fabricants français de papiers peints panoramiques et de trompe-l'œil, Zuber et Cie (1797-présent), Auguste François Jacquemart (1776-1854) et Arthur et Robert (en) exportent leurs produits à travers l'Europe et l'Amérique du Nord. En Suisse romande, le papier panoramique La chasse de Compiègne, par Jacquemart d'après des dessins de Carle Vernet, conservé notamment au domaine de Burier sur les bords du Léman passe, selon Clouzot et Follot, « pour l'un des plus parfaits du genre ». Après la découverte du Maryland, un exemplaire ancien du panoramique Les Vues d'Amérique du Nord, crée en 1834 par Zuber et Cie, a été installé en 1961 dans le salon de réception des diplomates à la Maison blanche.
Sous le règne de Napoléon III, l’industrie du papier peint connaît un essor sans égal, puisque la demande comprend désormais la petite bourgeoisie et les classes populaires. Le papier peint est devenu un produit de grande consommation et il existe des modèles à très bas prix.

### Histoire récente

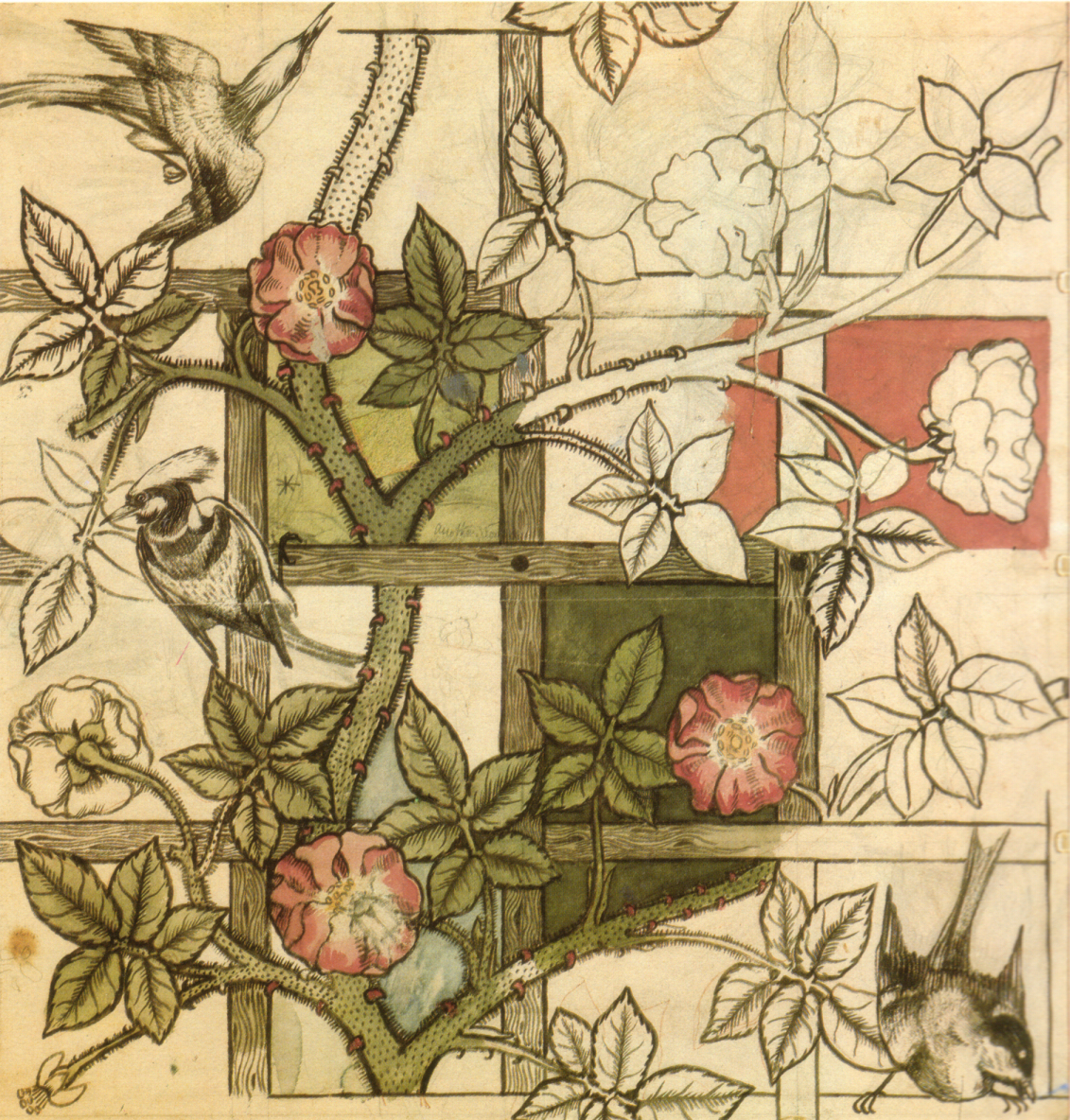
Esquisse de William Morris pour du papier peint au motif de rose trémière (1862).

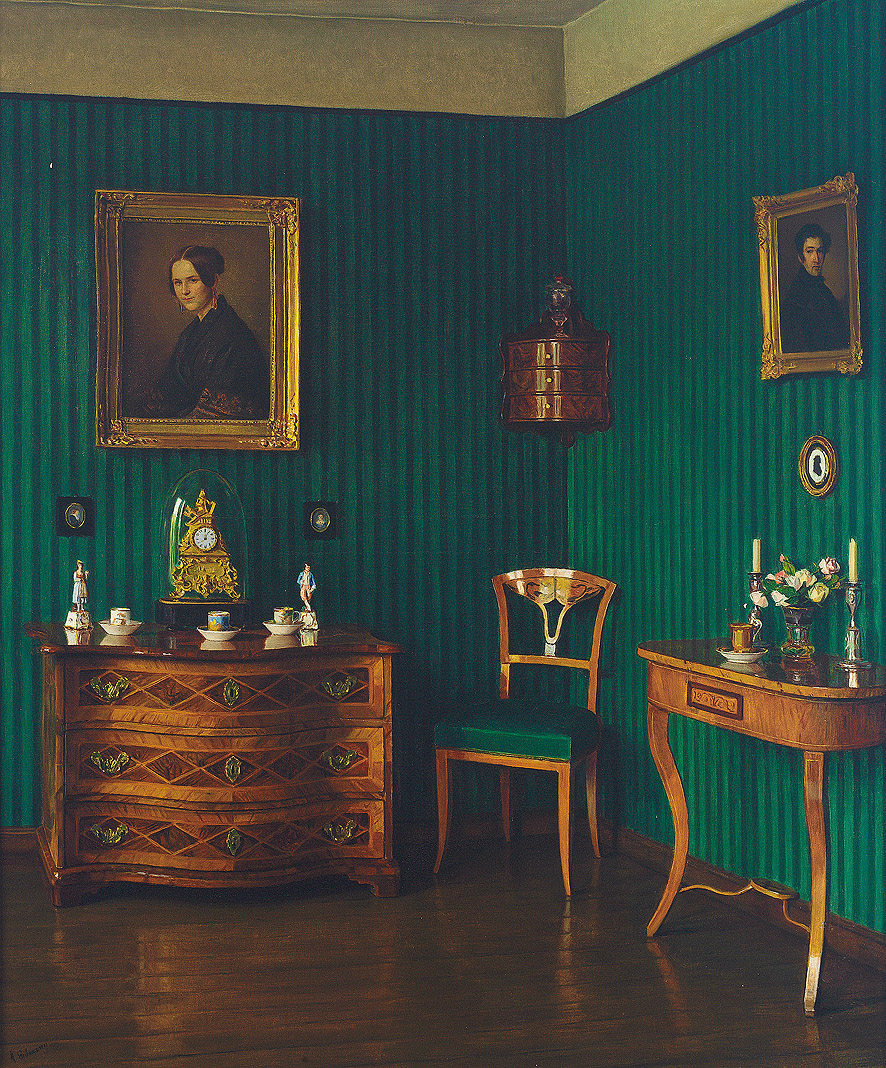
Papier peint d'un salon Biedermeier, tableau d'Otto Erdmann (1834–1905).

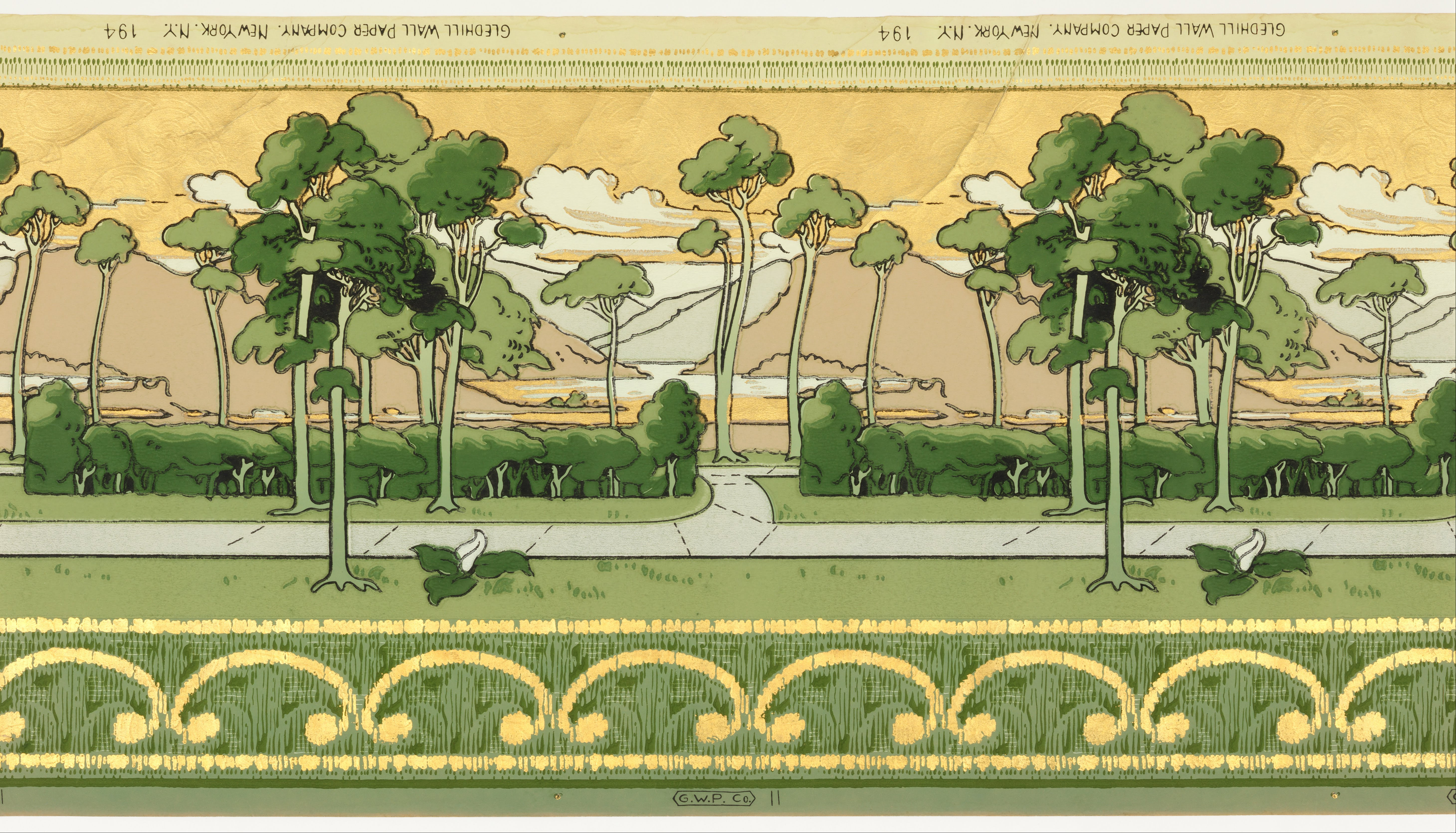
Frise de Gledhill Wall Paper Co, juillet 1906. Motifs imprimés à la machine sur papier. Cooper Hewitt, Smithsonian Design Museum.

Après l’impression à la planche, l’adoption de nouvelles machines dans les années 1850 permet des avancées techniques absolument colossales en termes de productivité. On invente le papier gaufré, à la dorure, satiné… Ces procédés permettent d’imiter presque tous les matériaux, le papier peint étant passé maître dans l’art du trompe-l’œil. À partir de 1844, l'inventeur et imprimeur Jean-Alexis Rouchon en détourne le principe pour fabriquer les premières affiches en couleurs.
Entre 1870 et 1900, les arts décoratifs européens se restructurent : par exemple, en Angleterre, William Morris se consacre spécialement à l'invention de nouveaux motifs qui connaîtront, plus tard, un réel succès.
Alors que Joseph Dufour et Cie ferme dans les années 1830, Zuber et Cie existe toujours et, avec Cole & Son en Angleterre et l'Atelier d'Offard également situé en France, demeurent parmi les derniers producteurs occidentaux de papiers peints imprimés à la planche (en bois). Parmi les entreprises créées au XIXe siècle, on trouve : Desfossé & Karth, Dumas, Gillou, Grantil, Hoock, Leroy, ESSEF, Turquetil… en France ; aux États-Unis : John Bellrose, Blanchard & Curry, Howell Brothers, Longstreth & Sons, Isaac Pugh à Philadelphie ; Bigelow, Hayden & Co. au Massachusetts ; Christy & Constant, A. Harwood, R. Prince à New York.
Le XXe siècle voit l’apogée du papier peint qui s’adapte parfaitement au développement accéléré de l’urbanisation européenne.
Un impact intéressant du papier peint sur l'industrie publicitaire se produit aux États-Unis vers 1910 : le grand format destiné aux affiches dites format billboard (7,50 × 3,30 m) serait né d'un détournement à l'horizontale de bandes de papier peint.
C’est jusqu'aux années 1980 la décoration murale la plus utilisée au monde. Suit, pendant une vingtaine d’année, une crise, qui conduit le marché à se restructurer. Au milieu des années 2000, le papier peint est revisité par une nouvelle vague de designers, il redevient attractif, inspirant la mode et le luxe. Désormais, la gamme des motifs va de l'ancien au contemporain, en passant par des rééditions ou du papier à la commande, par le biais d'imprimante à jet d'encre. La mode du panorama se poursuit à travers de grandes photographies que l'on peut tapisser sur tout ou partie de la pièce.

### Le papier, les arts appliqués et les créateurs
Le papier peint a inspiré les artistes en lien avec les arts appliqués tout au long des XIXe et XXe siècles, à commencer par les membres du mouvement Arts and Crafts, mais aussi de l'Art nouveau, l'Union des arts décoratifs, les sociétaires du Wiener Werkstätte, du Deutscher Werkbund, et du Bauhaus.
Il joue un rôle majeur dans les œuvres d'artistes comme Paul Cézanne, Edgar Degas ou encore Henri Matisse, qui en reprennent les motifs dans leurs compositions peintes. Premier collagiste avec Georges Braque, Pablo Picasso ira jusqu’à intégrer du papier peint dans nombre de toiles dont la fameuse Femme à la toilette ; il joue aussi avec la multitude de possibilités qu'offre la technique du collage dans le film de Clouzot, Le Mystère Picasso.
Le Corbusier qualifiait le papier peint de son époque de « peinture à l'huile vendue en rouleau ». Il l’utilisait dans ses collages tout comme Max Ernst. Au début de sa carrière, René Magritte a dessiné quelques modèles, de même Salvador Dalí, qui a autorisé des manufacturiers à reproduire certains de ses motifs. Alors qu'il avait recouvert dans les années 1960 les murs de la Factory de papier aluminium, Andy Warhol a autorisé la production de papier peint comportant ses dessins.
Il est aujourd'hui le lieu d'expression de nombreux designers.

## Technique

### Fabrication ancienne: impression traditionnelle à la planche
« On se sert pour imprimer le papier de planches en bois du même type que celles qu'on emploie dans l'impression sur textile. Ces planches qui ont en tout environ 54 mm d'épaisseur sont formées de trois planchettes collées ensemble de manière que les fils du bois se contrarient afin qu'elles ne se voilent pas. Deux de ces planchettes sont en peuplier la troisième est en bois de poirier. C'est sur cette dernière que les dessins sont gravés en taille d'épargne. Il faut autant de planches différentes que l'on a non seulement de couleurs mais de nuances différentes de ces mêmes couleurs à placer pour faire ressortir le dessin proposé. Pour faire une rose par exemple on pose successivement trois rouges plus foncés l'un que l'autre, un blanc pour les clairs, deux et quelquefois trois verts pour les feuilles, et deux couleurs de bois pour les tiges, en tout neuf et souvent douze planches pour une rose. Les planches portent des repères dont l'un sur un coin, l'autre sur l'autre et qui sont disposés avec une telle exactitude que les repères de devant se placent exactement sur les repères de derrière et par ce moyen on peut répéter le dessin d'un bout à l'autre de la pièce sans qu'il y ait aucune confusion. Lorsque le metteur sur bois est un peu adroit il place ses repères de manière qu'en posant une seconde fois la planche ces repères se trouvent cachés par la couleur que la planche dépose et lorsque la pièce est finie on ne voit tout au plus que les deux repères qui commencent la pièce et les deux qui la terminent » (Dictionnaire universel des arts et métiers, 1829).

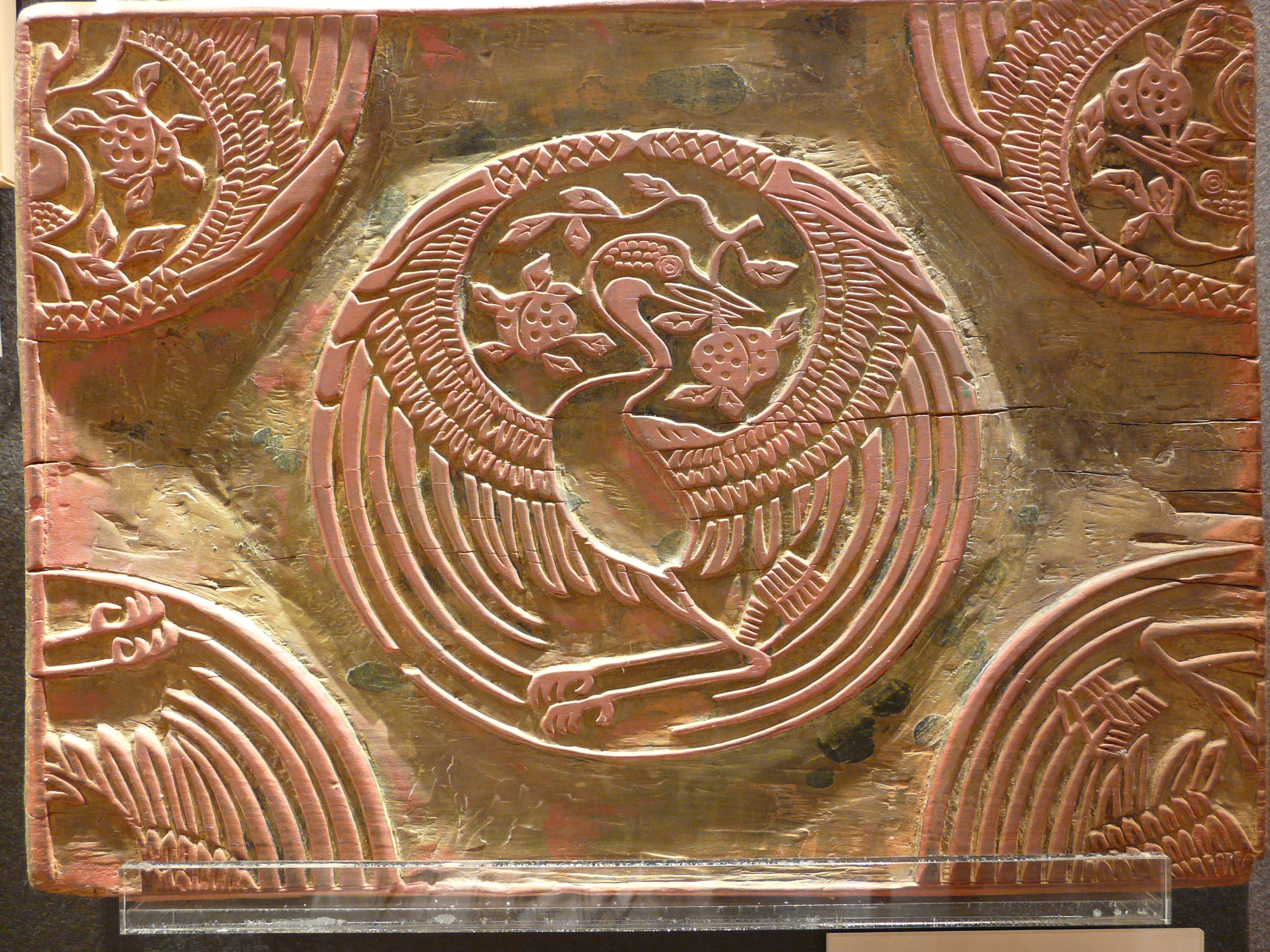
Planche d'impression.
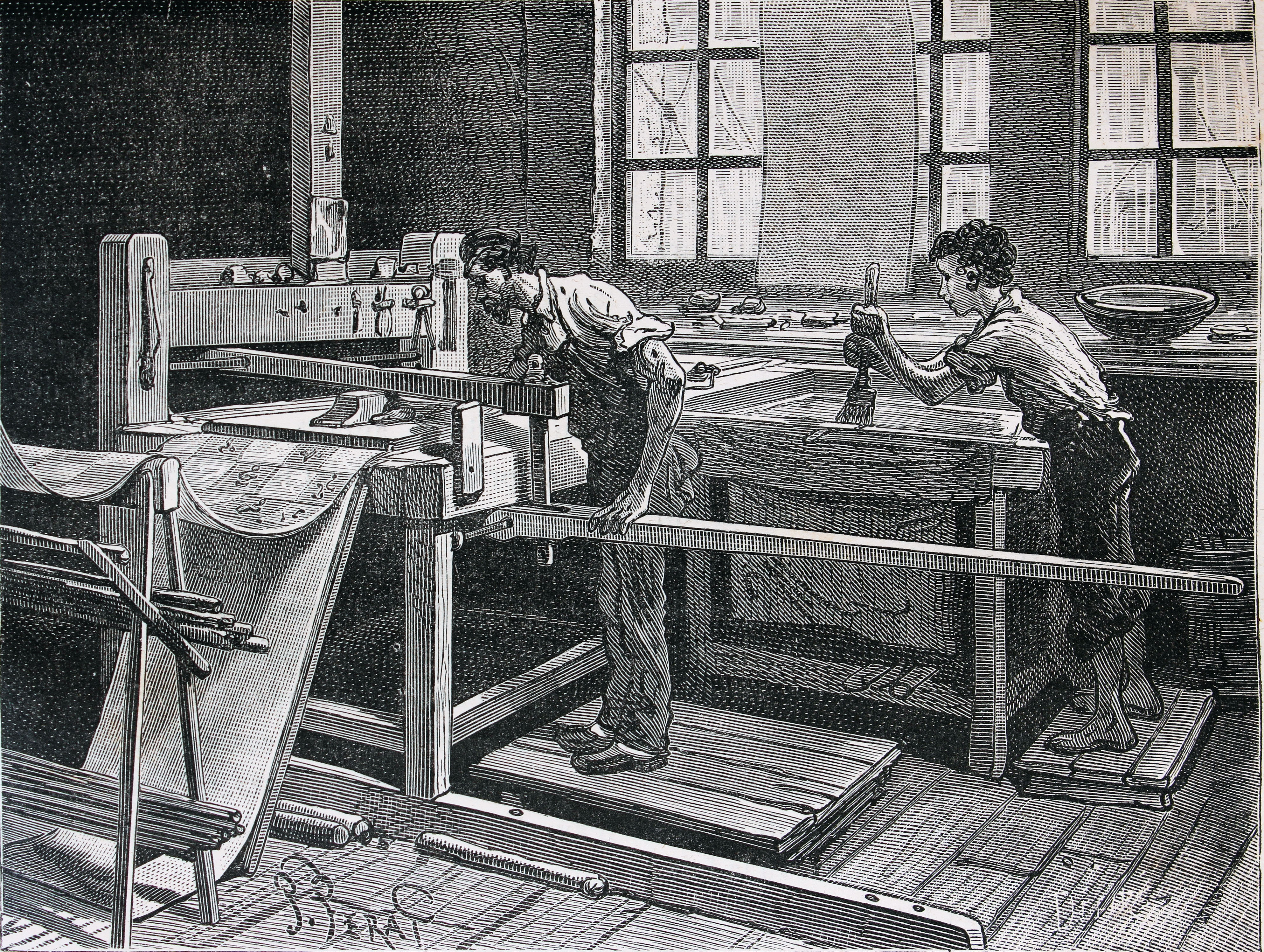
Table d'impression de papier peint, l'imprimeur à la planche et son assistant qui étale la couleur sur le feutre du bac à couleur.
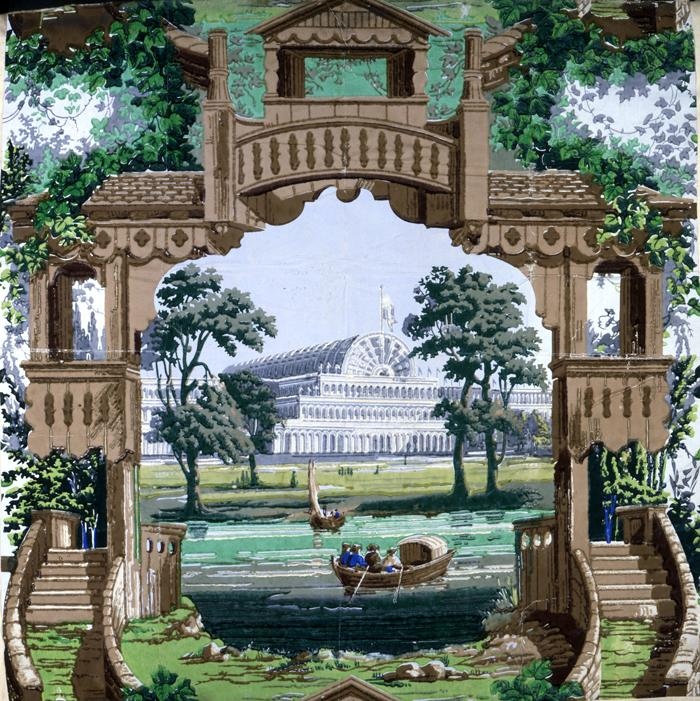
Détail - exemple de papier peint, imprimé à la planche, vers 1851.

Parmi les derniers fabricants à produire du papier peint à partir de matrices gravées en relief, on peut citer, en France, Zuber et l'Atelier d'Offard, en Angleterre, Cole & Son, aux États-Unis, Adelphi Paper Hanging.

### Première mécanisation: impression mécanique aux rouleaux en relief
La première machine efficace pour l'impression de papier peint est due à la firme C.h. & E. Potter de Darwen (Lancashire, Royaume-Uni) qui commercialise ses premiers rouleaux de papier peint en 1841. Le motif est imprimé par l'intermédiaire de rouleaux gravés en relief, le principe est aussi connu sous le nom de « surface-printing ». Comme dans l'impression traditionnelle à la planche, il faut autant de rouleaux que de couleurs. La couleur est apportée depuis un bac à couleur jusqu'au rouleau matrice par l'intermédiaire d'un feutre.

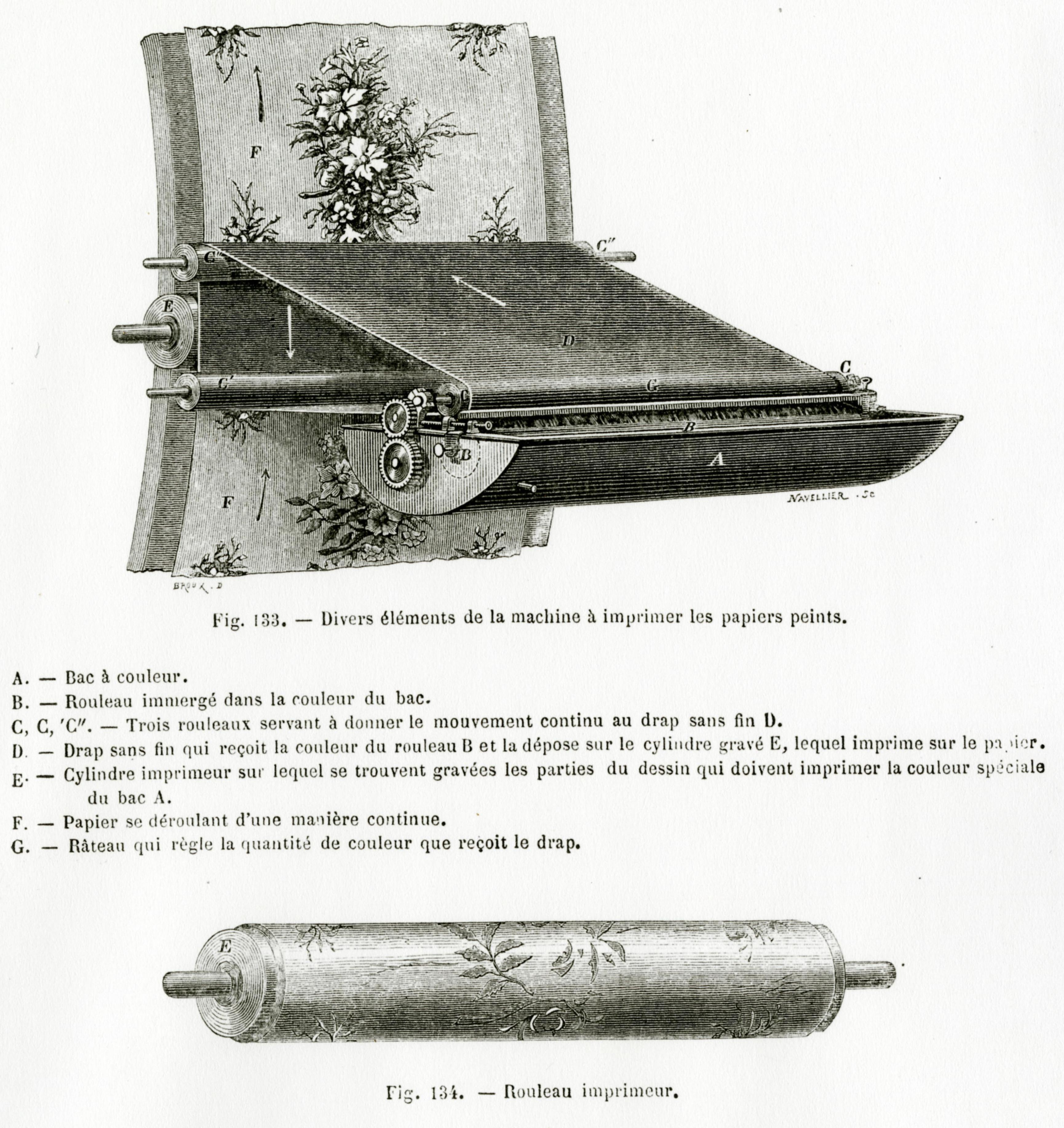
Unité d'impression pour une couleur.
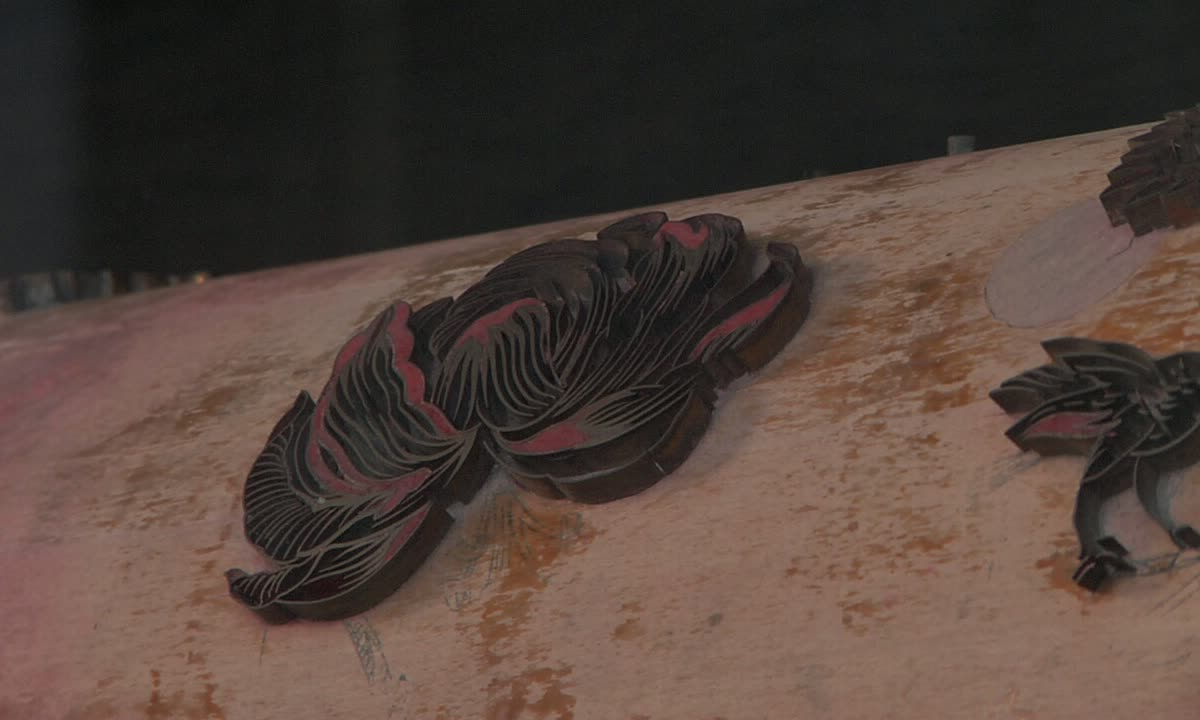
Détail d'un cylindre d'impression rouleau relief.
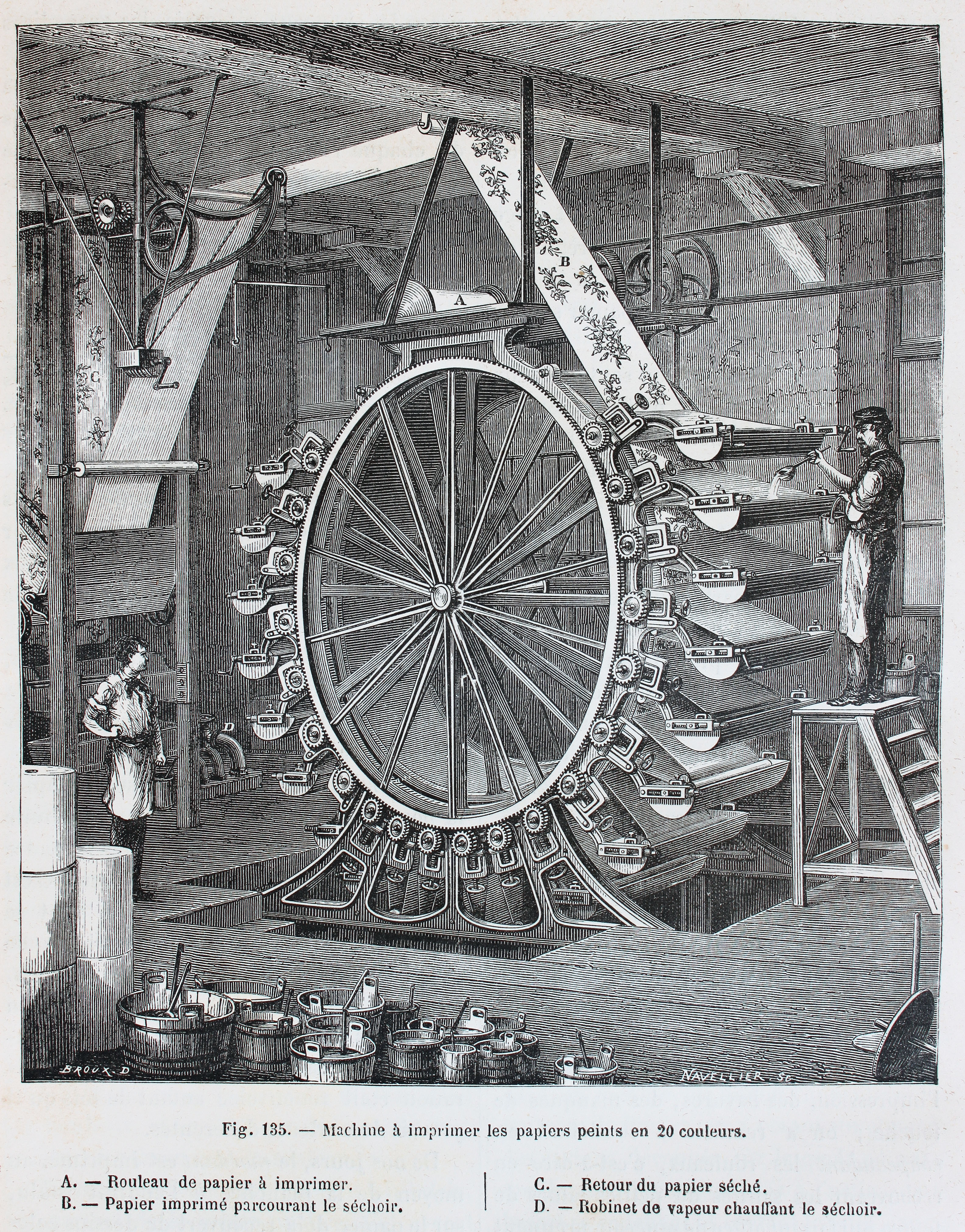
Machine à imprimer les papiers peints en 20 couleurs.
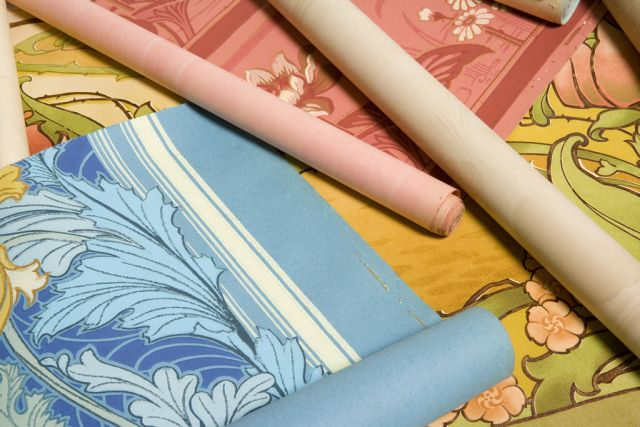
Papiers peints, époque Art Nouveau, imprimé mécaniquement aux rouleaux en relief.
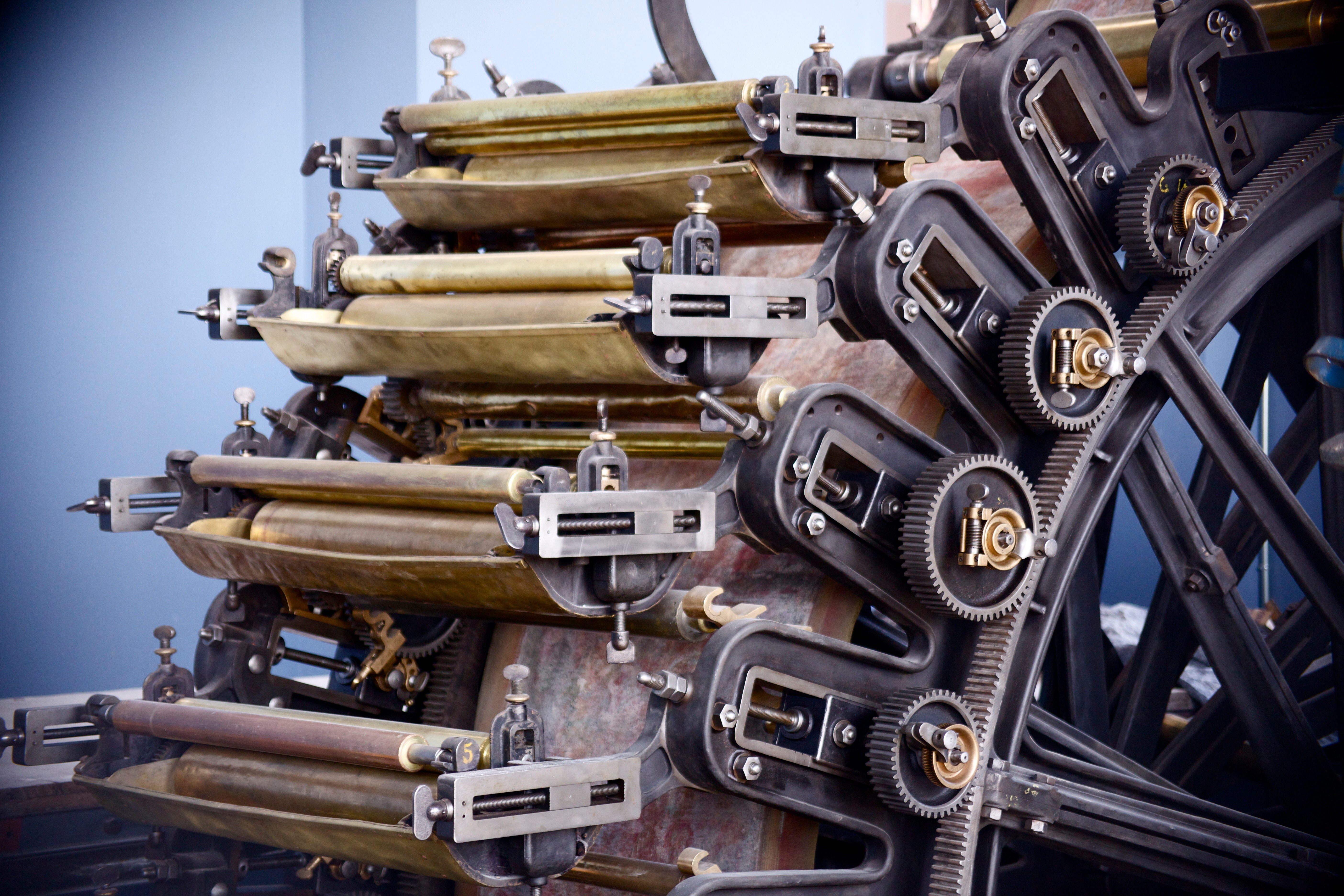
Machine aux 26 couleurs de l'ancienne manufacture de papier peint Leroy à Saint-Fargeau-Ponthierry (Seine-Marne).

Cette technique de fabrication est encore utilisée de nos jours.

### Fabrication moderne
Il existe quatre types principaux de papier peint : le traditionnel, le revêtement mural PVC ou vinyle, l'intissé et l'expansé. Certains revêtements se présentent marouflés sur de la toile de jute et permettent ainsi l'encollage sur un mur ayant subi diverses formes d'altérations et accentuent l'insonorisation d'un local (un enduit étant cependant nécessaire pour obtenir un lissé).
Depuis une vingtaine d'années, il existe des machines à décoller les anciens papiers, fonctionnant à la vapeur. Les revêtements autocollants ont tendance à disparaître.